# 小行星2428
小行星2428（2428 Kamenyar）是一颗围绕太阳公转的小行星。1977年9月11日，尼古拉·切爾尼赫在克里米亚发现了此天体。
該小行星以烏克蘭作家伊凡·法蘭科命名。
这颗小行星的绝对星等为352.4880328958446等。